# جان بيزيم
جان بيزيم (بالبولندية: Jan Beyzym)‏ (15 مايو 1850 - 2 أكتوبر 1912) كاهن بولندي يسوعي وقد تطوب في 18 أغسطس 2002 من قبل البابا يوحنا بولس الثاني.

## روابط خارجية
- "جان بيزيم(1850-1912)". الفاتيكان. مؤرشف من الأصل في 2019-05-20.
- "الكاهن جان بيزيم". مجمع رجال الدين. مؤرشف من الأصل في 2013-09-21.

"جان بيزيم". القاموس الأفريقي المسيحي السيرة الذاتية. مؤرشف من الأصل في 2017-06-29.